# اتحاد هلسنكي الدولي لحقوق الإنسان
كان اتحاد هلسنكي الدولي لحقوق الإنسان International Helsinki Federation for Human Rights (IHF) مجموعة حقوقية تتمتع بالحكم الذاتي من المنظمات غير الحكومية التي تعمل على حماية حقوق الإنسان في جميع أنحاء أوروبا وأمريكا الشمالية وآسيا الوسطى. كان الهدف الأساسي المحدد هو مراقبة الامتثال لأحكام حقوق الإنسان الواردة في وثيقة هلسنكي النهائية ووثائق متابعتها.

## تاريخ الاتحاد
تأسست في عام 1982، بقكرة مستوحاة جزئيًا من نداء من الدكتور أندريه ساخاروف لإنشاء "لجنة دولية موحدة للدفاع عن جميع أعضاء مجموعة هلسنكي ووتش [الإنجليزية] "، وكذلك لتنسيق عملهم. تم تأسيس اتحاد هلسنكي الدولي لحقوق الإنسان استجابةً لذلك، وذلك لتوفير منظمة يمكن أن تستخدمها لجان هلسنكي المستقلة المختلفة لدعم بعضها البعض، فضلاً عن توفير هيئة دولية لتعزيز عملها.
الأعضاء الأصليون هم لجان هلسنكي المستقلة في النمسا وبلجيكا وكندا وفرنسا وهولندا والنرويج والسويد والولايات المتحدة ؛ تم إنشاء أمانة دولية في فيينا. دعمت الأمانة وقدمت أعضاء اتصال للجان هلسنكي وجماعات حقوق الإنسان المرتبطة بها، ومثلتها على المستوى السياسي الدولي. في الوقت الذي تم فيه حل IHF، كان يضم 46 لجنة عضوًا.
كان اتحاد هلسنكي الدولي لحقوق الإنسان أيضًا روابط مباشرة مع الأفراد والجماعات الداعمة لحقوق الإنسان في البلدان التي لا توجد فيها لجان هلسنكي. بالإضافة إلى جمع وتحليل المعلومات حول أوضاع حقوق الإنسان في دول منظمة الأمن والتعاون في أوروبا، عمل الاتحاد الدولي لهؤلاء الأشخاص كغرفة مقاصة لهذه المعلومات، ونشرها على الحكومات والمنظمات الحكومية الدولية والصحافة والجمهور بشكل عام. شغل كارل زو شوارزنبرج منصب رئيس الاتحاد من عام 1984 إلى عام 1991. حصل اتحاد هلسنكي الدولي لحقوق الإنسان على الجائزة الأوروبية لحقوق الإنسان في عام 1989 بالاشتراك مع ليخ وايسا .
في يناير 2008 أدانت محكمة نمساوية المدير المالي السابق لـلاتحاد النمساوي راينر تانينبرغر، باختلاس 1.2 مليون يورو. وحُكم على تانينبرغر بالسجن ثلاث سنوات، مع تعليق اثنين منهم. وقد أدى إفلاس اتحاد هلسنكي الدولي لحقوق الإنسان الناتج عن ذلك إلى رفع دعوى الإفلاس في النمسا، البلد الذي تم تسجيله فيه، ليتم حله في 27 نوفمبر 2007. حُكم على محاسب اللوائح الصحية الدولية لمدة 3 سنوات بتهمة اختلاس 1.8 مليون دولار من اتحاد هلسنكي لحقوق الإنسان لدعم داعمه. قام بتحويل الأموال لتمويل مشاريع حقوق الإنسان إلى حسابه المصرفي، واستخدام بطاقة الصراف الآلي الخاصة بالمنظمة لأغراض شخصية لم يلاحظها أحد لمدة ست سنوات.
بعد إغلاقها، تم نقل أرشيفات اتحاد هلسنكي الدولي لحقوق الإنسان الكاملة إلى أرشيف المجتمع المفتوح بلينكين الذي يعمل كمستودع رسمي للمنظمة.

## أنظر أيضا
- مجموعة موسكو هلسنكي
- اتفاقية هلسنكي
- لجان هلسنكي لحقوق الإنسان
- مؤسسة هلسنكي لحقوق الإنسان
- Human Rights Watch
- المنظمة المشتركة لرابطات حقوق المرأة في بلدان الشمال الأوروبي

## روابط خارجية
- اتحاد هلسنكي الدولي لحقوق الإنسان